# Johanna van Avaugour
Johanna van Avaugour (circa 1300 - 28 juli 1327) was erfgename van de heerlijkheden Avaugour en Goëlo. Ze behoorde tot het huis Avaugour.

## Levensloop
Johanna was de oudste dochter van heer Hendrik IV van Avaugour uit diens huwelijk met Maria van Harcourt. Omdat haar vader geen zonen had, was ze ook erfgename van de heerlijkheden Avaugour en Goëlo. Ze droeg tevens de titel van vrouwe van Mayenne.
In 1318 huwde ze met graaf Gwijde van Penthièvre (1287-1331), zoon van hertog Jan III van Bretagne. Ze kregen een dochter: 
- Johanna (1324-1384), gravin van Penthièvre en hertogin van Bretagne, huwde in 1337 met Karel van Blois.

Johanna overleed in juli 1327, zeven jaar voor haar vader. Hierdoor werden Avaugour en Goëlo geërfd door haar dochter Johanna. Johanna zelf werd bijgezet in het Cordeliersklooster van Guingamp, de traditionele begraafplaats van haar familie.